# 傅培梅
傅培梅（1931年—2004年9月16日），是台灣的知名廚師、烹飪節目製作人及主持人。2012年追授第47屆金鐘獎特別獎。

## 生平

### 早年
傅培梅，祖籍山東福山，出生於遼寧省大連市，家境不錯；因受殖民地日本教育，能說一口日語。
傅培梅幼年就讀大連市的日本小學「松林小學」，15歲時曾就讀大連聯合女中（今大連市第二十一中學）；1947年4月，17歲時插班就讀蒙藏學校（今中央民族大學附屬中學）初三班。

### 美食家生涯
1949年7月，傅培梅19歲時與長嫂動身前往台灣，同年10月輾轉到中壢投靠長兄，起先擔任打字員等工作。1951年與大連同鄉程紹慶結婚後，傅培梅為了煮出滿意的菜色給丈夫，私下花錢向一家餐廳的師傅學習烹飪。
學成之後，1955年，傅培梅於自家庭院開設烹飪補習班。1962年12月，傅培梅首次在台灣電視公司（台視）的婦女節目中擔任烹飪項目的主持人；後來，她常常在台視的《每周一菜》（1963年4月3日至1965年10月）與《星期餐點》（1963年8月至1965年10月）這兩個節目中擔任主持人。接著，傅培梅在台視連續主持《家庭食譜》（1965年10月開播，是由《每周一菜》與《星期餐點》合併而成，由傅培梅親自製作）、《幸福家庭》及《傅培梅時間》等節目。1998年，程紹慶逝世；傅培梅賣掉了位於臺北縣汐止市（今新北市汐止區）的住處，遷居台北市信義區信義路。直到2002年，因為生病而身體虛弱，傅培梅終止節目及出書。傅培梅是台灣第一個在電視節目中傳授烹飪的人，《傅培梅時間》總計播出一千四百多集、教了四千多道菜餚，她也出版了許多食譜。
1977年，傅培梅以《家庭食譜》獲得第13屆金鐘獎社會建設服務節目獎。
1978年，傅培梅應台視日本姐妹台富士電視台邀請，前往日本主持中式廚藝節目《夫人的廚房》（奥さまクッキング）長達五年。這也是她事業達頂峰的時期。
1980年起，傅培梅擔任統一企業顧問，參與了泡麵「統一滿漢大餐珍味牛肉麵」的開發過程，研發出台灣第一款有肉塊調理包的泡麵。

### 晚年
傅培梅身體欠佳，曾罹患子宮外孕、心包膜鈣化症（心包炎）、肝癌等疾病。2004年4月，傅培梅就醫時發現七年前切除的肝癌細胞已經轉移到胰臟，做了三個月的化療。2004年9月2日上午，傅培梅因為肝癌細胞轉移到胰臟又移轉到肺部引發急性肺炎，一度休克，經過台北市立仁愛醫院插管治療，轉送台北榮民總醫院加護病房急救。2004年9月5日，中華民國副總統呂秀蓮到台北榮民總醫院探視傅培梅。2004年9月16日11時50分，傅培梅病逝於台北榮民總醫院，享壽73歲。
2004年9月21日，台視總經理鄭優與台視文化公司總經理姚文智一同到傅培梅靈位前上香致意。2004年9月25日16時30分至17時整，為了紀念傅培梅，台視製播30分鐘特別節目《傅培梅紀念專輯》，台視新聞部企編中心製作，劉孟竹主持，林益如主述，內容包括傅培梅主持各烹飪節目的片段以及訪問傅培梅的大女兒程安琪、傅培梅的媳婦林慧懿、傅培梅的助手張淑雲、飯店老闆、飯店廚師等。2004年10月15日上午，傅培梅家屬在台北市立第二殯儀館景仰廳舉行傅培梅公祭兼告別式，鄭優率領台視兩位副總經理及各部門一級主管前往致意。傅培梅遺體火化之後送往佛光山松山寺，與程紹慶合葬。

### 家庭生活
傅培梅父親17歲自老家山東福山的黃務村，同本家老叔前往大連同鄉所開設的「新泰行」當學徒；成年以後自行創業，開設「三泰洋行」，進口歐美國家酒類與食品罐頭（屬於南北貨、雜貨買賣），後因二戰爆發，大連屬於日本殖民地區，生意甚差，改上山開果園。1958年夏末，因肺癌於東京郊外的市川病逝，享年59歲。
傅培梅母親李其英，因留守家業，未跟隨傅培梅和其長媳前往台灣中壢投靠其長子，多年後方接回臺灣。傅培梅上有2位兄長，下有差3歲的妹妹、差5歲的弟弟。
傅培梅與其夫程紹慶育有三名子女：長女程安琪與次女程美琪、老么程顯灝；下有7名內外兒孫。程顯灝從事出版業，其妻林慧懿。2004年1月，《時報周刊》報導，傅培梅晚年生活潦倒，財產都已變賣或抵押資助兒子及女婿的生意，不過生意都失敗；但2004年1月18日，傅培梅表示「完全不是那碼事」，否認不實傳言。程紹慶於1998年逝世。

## 影響
傅培梅的節目，從生鮮食材的洗滌、切割開始，到菜餚端上餐桌為止，每一個動作都讓觀眾清楚看到；觀眾可以預先準備好食材，跟著電視上的示範一起做菜。傅培梅對台灣人的影響深刻；藉由她的電視烹飪節目與食譜，台灣的許多家庭主婦也能自己在家中的廚房燒出美味的家常菜。
2015年10月1日，Google塗鴉刊出傅培梅電視節目繪畫以紀念她84歲冥誕。
2017年8月7日，YouTube台視官方頻道發布《傅培梅紀念專輯》完整版。

## 著作
- 《培梅食譜（英语：Pei Mei's Chinese Cook Book）》，中國烹飪補習班1969年出版。

- （英文）

- 《電視食譜》增訂合編本，電視周刊社1972年1月二版。
- 《培梅食譜》，傅培梅1980年發行。
- 《電視食譜》，台視文化公司1980年初版。
- 《家常菜》，傅培梅1987年初版。
- 《傅培梅時間》（三冊），傅培梅1987年四版。
- 《培梅食譜》，韜略出版1990年二十版，ISBN 978-957-9020-02-2、ISBN 978-957-9020-03-9、ISBN 978-957-9020-04-6。
- 《培梅點心譜》，三友圖書1991年十版。
- 《培梅食譜 素食篇》（與陳盈舟合著），韜略出版1993年9月出版，ISBN 978-957-8401-70-9。
- 《培梅名菜精選》，傅培梅1994年再版，ISBN 978-957-97093-9-2。
- 《培梅家常菜》（與程安琪合著），傅培梅1996年一版二十六刷，ISBN 978-957-97139-1-7、ISBN 978-957-97139-2-4。
- 《培梅名菜精選》，傅培梅1997年一版六刷，ISBN 978-957-8421-02-8、ISBN 978-957-8421-03-5、ISBN 978-957-8421-04-2、ISBN 978-957-8421-05-9。
- 《精緻家常菜》（與程安琪合著），韜略出版1996年初版，ISBN 978-957-9211-79-6。
- 《DIY經濟型美食宴》（與程安琪合著），韜略出版1997年初版，ISBN 978-957-9211-47-5。
- 《DIY家庭型美食宴》（與程安琪合著），韜略出版1997年初版，ISBN 978-957-9211-48-2。
- 《烹飪入門》（九捲VHS），騰祥唱片1997年出版。
- 《咖哩與沙茶醬》，韜略出版1998年一版，ISBN 978-957-8421-40-0。
- 《蠔油與蕃茄醬》，韜略出版1998年一版，ISBN 978-957-8421-39-4。
- 《美味臺菜：古早味與現代風》（與程安琪合著），韜略出版1998年一版二刷，ISBN 978-957-8421-17-2。
- 《名家廚房典藏菜》（與程安琪、林慧懿合編），韜略出版1998年一版，ISBN 978-957-8421-29-5、ISBN 978-957-8421-32-5、ISBN 978-957-8421-33-2。
- 《輕鬆上菜》（與程安琪合著），橘子出版1999年一版，ISBN 978-957-8401-49-5。
- 《好菜上桌》（與程安琪合著），橘子出版1999年一版，ISBN 978-957-8401-50-1。
- 《吃出美味百分百》（與程安琪合著），橘子出版1999年一版，ISBN 978-957-8401-59-4。
- 《現代好菜百分百》（與程安琪合著），橘子出版1999年一版，ISBN 978-957-8401-60-0。
- 《創意家常菜》（與程安琪、林慧懿合著），韜略出版1999年二版四刷。
- 《培梅麵、飯、點心》（與程安琪合著），橘子出版2000年一版，ISBN 978-957-8401-68-6。
- 《培梅飯盒菜》（與林慧懿合著），橘子出版2000年一版，ISBN 978-957-8401-72-3。
- 初版. 橘子出版. 2000年10月27日 [2000]. ISBN 957-840-173-6.。

- （再版）《傅培梅：五味八珍的歲月》，ISBN 978-986-5661-01-4，2014年9月1日。

- 《烹飪入門第一集 基礎常識篇》，橘子出版2001年一版，ISBN 978-957-8401-74-7。
- 《烹飪入門第二集 烹調刀工篇》，橘子出版2001年一版，ISBN 978-957-8401-75-4。
- 《烹飪入門第三集 火候篇》，橘子出版2001年一版，ISBN 978-957-8401-76-1。
- 《培梅創意家常菜》（與程安琪合著），旗林文化2004年10月出版，ISBN 978-986-7545-32-9。

## 主持
- 台視主頻
《傅培梅時間》（1962年～2002年）
《每周一菜》（1963年4月3日至1965年10月）
《星期餐點》（1963年8月至1965年10月）
《家庭食譜》（1965年10月～1980年代）
- 富士電視台
《夫人的廚房》（奥さまクッキング）（1978年～1983年）

## 廣告代言
- 台灣松下電器「國際牌冷氣急降電冰箱」
- 味全食品「味全高鮮味精」
- 統一企業「統一高純釀四季醬油」
- 豐年豐和企業「豐年玉米胚芽油」
- 欣福實業「順發花生油」
- 台灣櫻花「櫻花牌安全爐」（“好火候、好料理”篇）
- 尚朋堂「尚朋堂廚房電磁爐」（“我給它100分”篇）
- 2003年3月－ 統一超商「7-ELEVEN蕃茄季」師出名門系列廣告（傅培梅、施建發）[32]

## 獲獎紀錄
- 被美國《時代雜誌》喻為台灣的茱莉亞·蔡爾德（Julia Child）[e]。
- 2012年追頒第47屆金鐘獎特別獎[6]

## 相關作品
台視周五優質戲劇系列電視劇之一的《植劇場－五味八珍的歲月》是改編傅培梅生平故事的電視劇集，劇中傅培梅由安心亞飾演。

## 外部連結
- 傅培梅時間 （页面存档备份，存于），臺視